# 勒涅
勒涅（法語：Reugney，法語發音：[ʁøɲɛ]）是法国杜省的一个市镇，属于贝桑松区。

## 地理
勒涅（47°0'45"N, 6°9'5"E）面积8.19 平方千米，位于法国勃艮第-弗朗什-孔泰大區杜省，该省份为法国东部内陆省份，北起上索恩省，西接汝拉省，东部及东南部与瑞士接壤，东北部与贝尔福地区省接壤。
与勒涅接壤的市镇（或旧市镇、城区）包括：尚特朗、阿马泰-韦西尼厄、博朗多、勒维耶、锡耶阿芒塞。

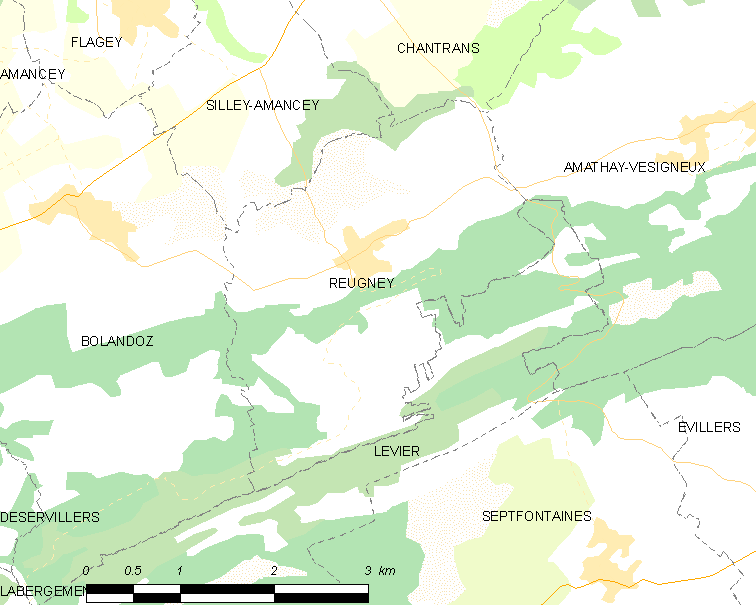
勒涅的OSM定位图

勒涅的时区为UTC+01:00、UTC+02:00（夏令时）。

## 行政
勒涅的邮政编码为25330，INSEE市镇编码为25489。

## 政治
勒涅所属的省级选区为奥尔南县。

## 人口

1962-2008年间勒涅人口变化图示

勒涅于2022年1月1日时的人口数量为269人。